# 杞隐公
杞隐公（前506年），名叫姒姓，名乞，是杞国的第15任君主，杞悼公之子，继承其爵位。即位当年，即被其弟弟杞僖公所杀。